# Kóžikkót
Kóžikkót (malajálamsky കോഴിക്കോട്), známý rovněž pod poangličtěným názvem Kalikat nebo Kalikut, je město na Malabárském pobřeží ve státě Kérala v Indické republice. Je sídlem stejnojmenného kéralského okresu. Má 432 097 obyvatel (2011).

## Historie
Město Kóžikkót vzniklo roku 1034. Jeho vládce nosil titul zamorin. Od 14. století se Kóžikkót stal významným obchodním centrem a hlavním střediskem obchodu s kořením v jižní Indii, setkávali se zde kupci arabští, indičtí i malajští. V první třetině 15. století byl pravidelně navštěvován čínským loďstvem Čeng Chea Roku 1498 sem připluly portugalské lodě Vasca da Gamy. Portugalci získali převahu v Indickém oceánu, roku 1510 Kóžikkót dobyli a postavili zde pevnost. Roku 1525 zamorin donutil Portugalce odejít. Začátkem 17. století do kóžikkótského přístavu připluli Nizozemci a Angličané. V 18. století se do soupeření o město zapojili i Francouzi. Roku 1765 se město stalo obětí nájezdu Haidara Alího, vládce Maisúru. Od roku 1790 bylo ovládáno Angličany.